# Andrena mara
Andrena mara är en biart som beskrevs av Warncke 1974. Andrena mara ingår i släktet sandbin, och familjen grävbin. Inga underarter finns listade i Catalogue of Life.